# 引き金を引く時
『引き金を引く時』（ひきがねをひくとき）は、新発田稔による日本の小説、および本作品から派生した一連の作品のシリーズ名。表紙や公式サイト、オフィシャルグッズ等のイラストレーターはリカオン佐藤。

## 概要
新発田稔のデビュー作であり、当初は出版関係者から厳しい意見が向けられていたようだが、2014年にえんぴつブックスから発表された。その後同年5月に番外編となる短編集｢グレネード小隊の戦闘記録｣が、さらに9月にはグレネード小隊結成時のエピソードを綴った｢ゼロイン｣が発表され、こちらは本作品の名前がシリーズ名となっている。
本作品は初め電子書籍のみの販売であったが、2014年9月に同出版社より文庫本が発売となり、さらに2015年6月からは公式サイトで全編が無料公開されている。なお、電子書籍版は公式サイトでの無料公開に合わせて販売が終了された。
銃器に関しての専門的かつ細かな描写が本作品とシリーズの特徴であり、ミリタリーやガンマニアの間で話題となっている。エアガンショップやミリタリーイベントでは、時折り本作品のポスターなどを見かけることからも、同ジャンルでの人気が窺える。
ただし、登場人物たちが使用する銃器は基本的には実在のものであるが、ベレッタやワルサーといった社名はなくM92、PPKなどのように、型番のみが表記されているのも本作品およびシリーズの特徴である。

## あらすじ
本シリーズは現在3作品計5話あるが、ここでは「引き金を引く時」のあらすじを記載する。
舞台は架空の島国「ウェストモーランド」。主人公”シマハイエナ”率いる”26グレネード小隊”はあるとき1件の狙撃を依頼される。その後、休暇として仲間たちと足を運んだ酒場で彼らの前に現れたのは2人の刺客だった。刺客に気付いたシマハイエナは即座にアジトに戻ることを選択するが、その途中今度は彼らの前に1人の少女が現れ...

## 登場人物

### 26グレネード小隊
主人公率いる傭兵部隊。名前の由来である26破片手榴弾にちなんで「レモン・パーティー」とも呼ばれている。
シマハイエナ
作品の主人公であり、この傭兵部隊の隊長。以前は単独で任務を行う傭兵であったが、「ゼロイン」でトムに仕事の話を持ち掛けられたことで以降は他のメンバーと共に仕事を行うようになる。
使用する銃器はベレッタM92の作品オリジナルカスタムである｢M92ヴェスパ•マンダリニア｣（「ヴェスパ・マンダリニア」はオオスズメバチの意味）。「ゼロイン」ではM14とワルサーPPK。ほかにもAK47など、任務に応じて様々な銃を使う。
トム
シマハイエナの相棒的な存在。小隊結成以前からシマハイエナとは面識があり、何度か仕事をしたこともある。
使用する銃器はS&WのM76サブマシンガンとM439ハンドガン。
デビッド
小隊一の怪力を持つ大男であり、危険な場面でも大胆な行動をとることも多い性格。
使用する銃器はドラムマガジン装備のAK47。
ロン
爆薬の扱いを得意とする小隊の工兵。葉巻の愛煙家でもある。アジア系とされ、本作品とシリーズでは唯一人種が明言されている人物。
使用する銃器は308に改造したM1ガーランド。
スチュワート
トムと同じく小隊結成以前からシマハイエナと面識がある男。口数の少ない性格。
使用する銃器はAKのクローンであるAIMS。
フィリー
政府の暗殺者として育てられていた過去を持つ少女。「引き金を引く時」でシマハイエナたちの前に突如現れ、以降は彼らと行動を共にしている。
使用する銃器はシマハイエナから渡されたワルサーPPKとレミントンM700。「ゼロイン」ではシマハイエナがM92ヴェスパ・マンダリニアを手にするまでPPKを使っていたことから、恐らくフィリーのPPKはシマハイエナが以前使っていたものと思われる。
バリー
小隊結成以前からトムと面識があり、その繋がりで小隊の一因となる。「ゼロイン」のみに登場する人物であり、その後どうなったかは書かれていないが、「引き金を引く時」でシマハイエナが小隊結成直後に一人戦死した仲間がいるという話をする場面があることから、恐らくはそこで戦死したものと思われる。
使用する武器は223口径のAK

### テルミット隊
26グレネード小隊にとって必要物資を運んでくる補給部隊であり、小型の高速艇で各地の拠点を点々としている。シマハイエナたちの戦場までの足にもなっている。
テルミット
この部隊のボス。テルミットの名は溶接などで用いられている金属反応の一つである「テルミット反応」からであるが、この男を敵に回すと恐ろしい目に合うという噂からこの名前で呼ばれているという説明からサーメイトのことを意味していると思われる。
使用する銃器はRPG-7とVz61スコーピオン。スコーピオンには20連マガジン2本を溶接した自作のロングマガジンが装着されている。
ハガード
テルミット隊の一人。
使用する銃器はドラムマガジン付のサイガ12（ただし作品中での発砲シーンはシリーズを通して一度もない）。
カッパー
同じくテルミット隊の一人。
使用する銃器はイングラムM10とデザートイーグル。
フランク
テルミットの拠点の一つである灯台を警備している年配の男。
使用する銃器はUZI（ただしこちらも発砲シーンなし）。

### アイリスの剣
政府にとっての邪魔者を排除する暗殺部隊。「引き金を引く時」にのみ登場。
エルザ
この組織の女隊長。ナイフの扱いが得意と思われるセリフがある。
使用する銃器はSIG SAUER P230のステンレスモデル。

### その他
ダン
シマハイエナのM92ヴェスパ・マンダリニアを作ったガンスミス。「ゼロイン」のみに登場する。

## 書籍情報
- ｢引き金を引く時｣文庫版　えんぴつブックス　2014年9月1日　107ページ　ISBN 978-4-908365-02-7
- ｢グレネード小隊の戦闘記録｣文庫版　えんぴつブックス　2014年9月1日　59ページ(うち12ページは文庫本限定のイラスト付き装備解説)　ISBN 978-4-908365-03-4
- ｢ゼロイン｣文庫版　えんぴつブックス　2014年9月25日　89ページ　ISBN 978-4-908365-05-8

以下はすべて販売が終了したもの
- ｢引き金を引く時｣電子書籍版　えんぴつブックス　2014年4月10日　ISBN 978-4-908365-00-3
- ｢グレネード小隊の戦闘記録Ⅰ•Ⅱ｣電子書籍版　えんぴつブックス　2014年5月20日　ISBN 978-4-908365-01-0
- ｢ゼロイン｣電子書籍版　えんぴつブックス　2014年9月25日　ISBN 978-4-908365-04-1